# Билиці (Великопольське воєводство)
Билиці (пол. Bylice) — село в Польщі, у гміні Ґжеґожев Кольського повіту Великопольського воєводства.
Населення — 302 особи (2011).
У 1975-1998 роках село належало до Конінського воєводства.

## Демографія
Демографічна структура станом на 31 березня 2011 року:
|          | Загалом | Допрацездатний вік | Працездатний вік | Постпрацездатний вік |
| -------- | ------- | ------------------ | ---------------- | -------------------- |
| Чоловіки | 146     | 31                 | 98               | 17                   |
| Жінки    | 156     | 38                 | 82               | 36                   |
| Разом    | 302     | 69                 | 180              | 53                   |